# Gare d’Ennevelin
Gare d'Ennevelin – przystanek kolejowy w Ennevelin, w departamencie Nord, w regionie Hauts-de-France, we Francji. Jest zarządzana przez SNCF (budynek dworca) i przez RFF (infrastruktura).
Przystanek jest obsługiwana przez pociągi TER Nord-Pas-de-Calais.

## Położenie
Przystanek znajduje się na linii Fives – Hirson, w km 11,963, pomiędzy stacjami Fretin i Templeuve, na wysokości 27 m n.p.m.

## Linie kolejowe
- Fives – Hirson